# Капучини (Пескара)
Капучини (итал. Cappuccini) је насеље у Италији у округу Пескара, региону Абруцо.
Према процени из 2011. у насељу је живело 77 становника. Насеље се налази на надморској висини од 286 м.